# St. Gertrud (Horstmar)

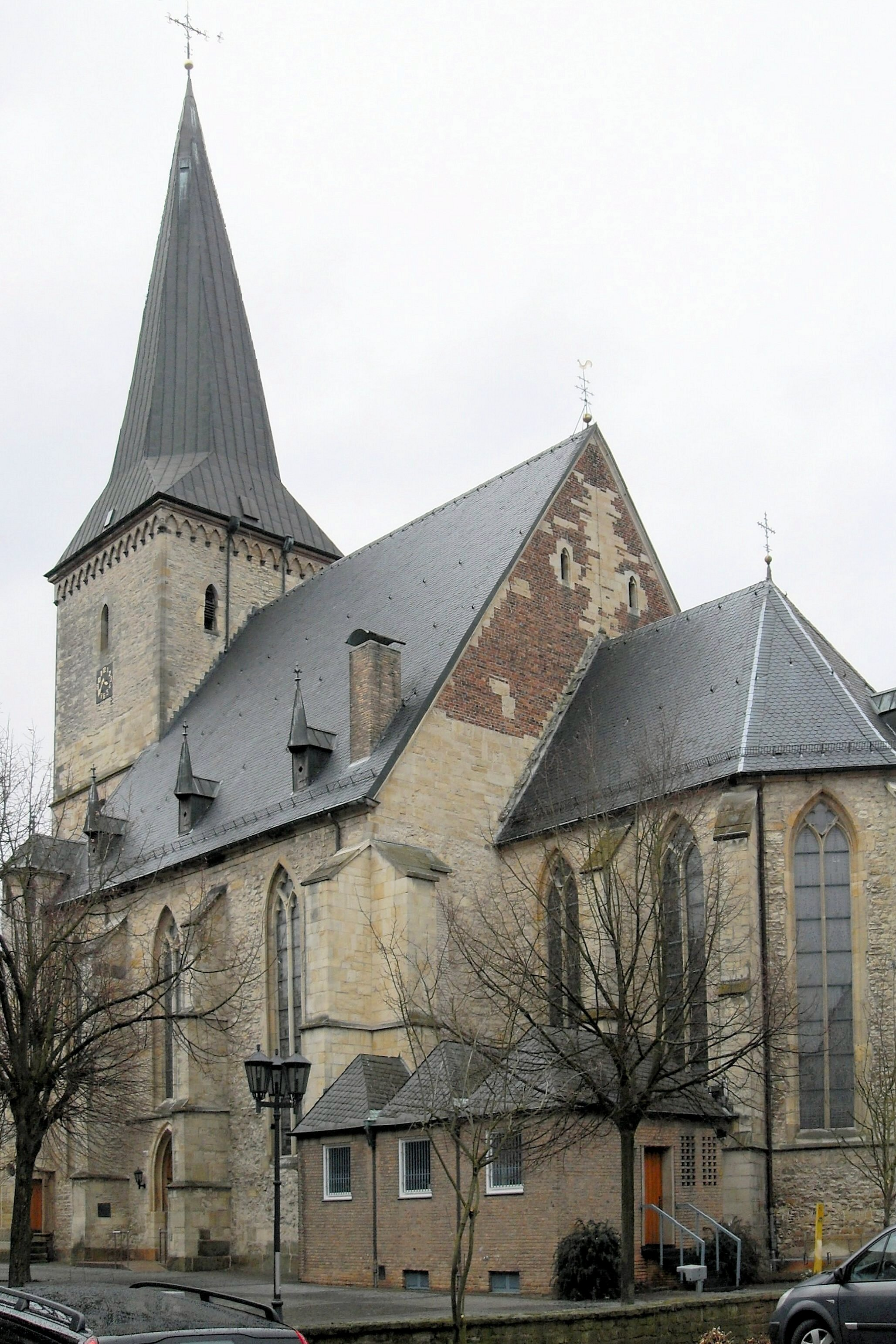
Südseite

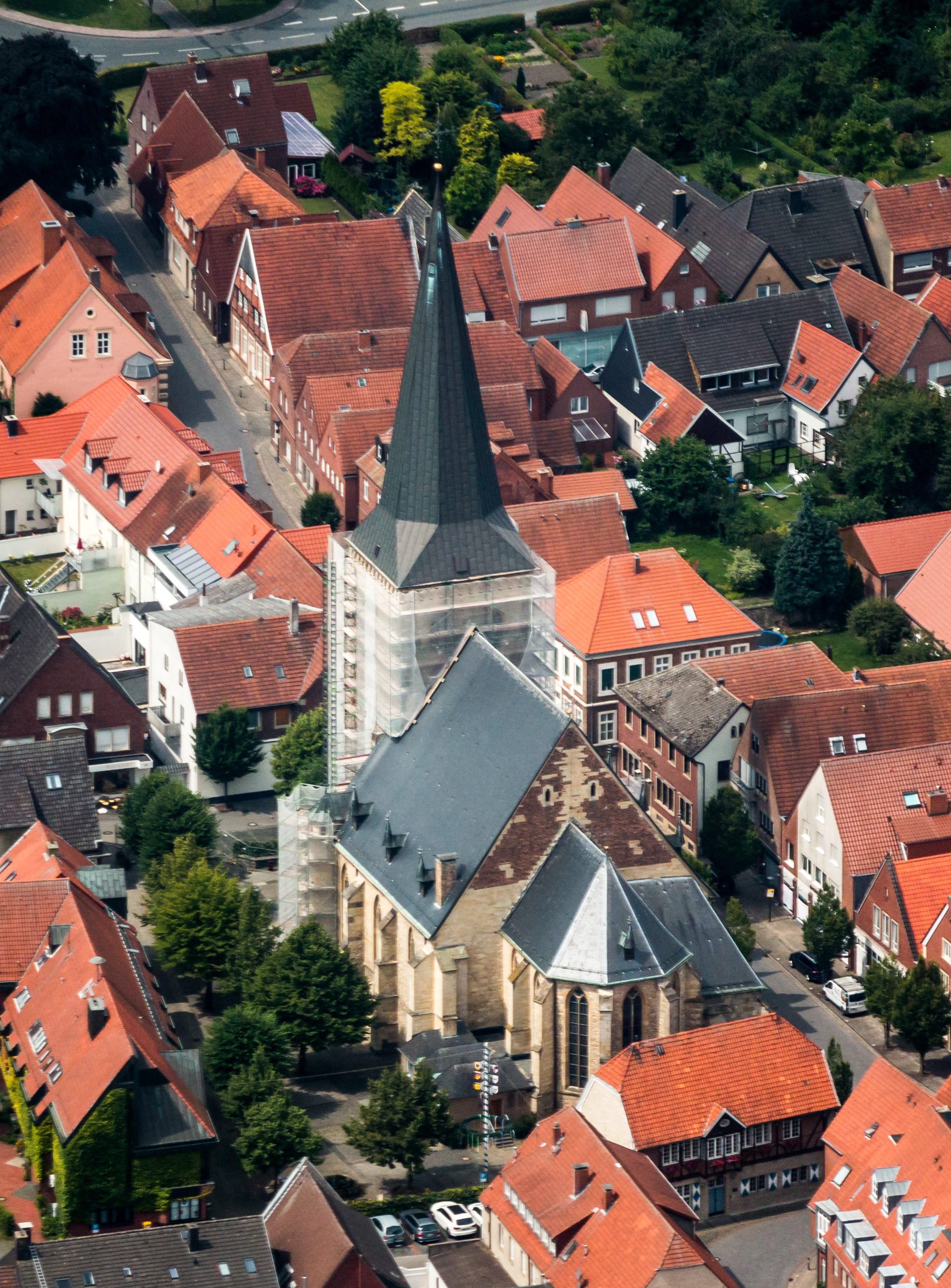
Luftbild (2014)

St. Gertrud ist eine katholische Kirche in Horstmar im Kreis Steinfurt, NRW, benannt nach Gertrud von Nivelles.
Am 25. November 1325 erfolgte die Errichtung des Kollegiatstifts in Horstmar an der bereits bestehenden Pfarrkirche St. Gertrud. Der Pfarrer wurde zum Dechant ernannt. Die Kollation, d. h. die Vergabe der Kanonikate, erfolgte durch den zuständigen Bischof zu Münster.
Eine Propstei und damit den Einfluss des Domkapitels zu Münster gab es hier nicht (im Gegensatz z. B. zu St. Viktor in Dülmen). In das Kapitel wurde die Ortsgeistlichkeit von Horstmar einbezogen. Somit waren der Burgkaplan und der Seelsorgskurat stets Mitglieder des Kapitels.
Schon im Jahre 1306 hatte der münsterische Bischof Otto III. von Rietberg auf der Burg Horstmar den Gottesdienst wieder eingerichtet. Da Burg Horstmar zur Residenz der Fürstbischöfe zu Münster geworden war, schenkten diese dem Kollegiatstift ihre besondere Aufmerksamkeit. So regelte u. a. Bischof Florenz von Wevelinghoven im Jahre 1376 die Bezüge für die einzelnen Kanoniker und legte die Zuteilungen für den Fall der Residenz neu fest. Es wurde ferner bestimmt, dass der Dechant für die Seelsorge einen Kaplan bekommen sollte.
Mit der Auflösung des Hochstifts Münster fiel u. a. Horstmar an den Fürsten zu Salm-Horstmar. Bereits 1806 wurde das Stift aufgehoben, im Gegensatz zu den anderen Kollegiatstiften, die meist erst in der Franzosenzeit im November 1811 aufgehoben wurden. Danach wurde St. Gertrud reine Pfarrkirche.

## Altarraum
Der Hochaltar wurde als zentrale Aufgabe im Rahmen der Chorumgestaltung im späten 19. Jahrhundert vom damaligen Pfarrdechant Heinrich Frye (1885–1918) in Auftrag gegeben. Es kam der Entwurf des Architekten Wilhelm Rincklake zum Zuge, der verschiedene Künstler und Kunsthandwerker von 1889 bis 1891 für die Ausführung des Werkes verpflichtete. Der Bildhauer August Schmiemann (Münster) stellte die Figuren und Reliefs her, der Dekorationsmaler August Urlaub (Münster) übernahm die Polychromierung, der Kunstschreiner Hermann Miele (Münster) fertigte den hölzernen Altaraufsatz und der Genre- und Historienmaler Victor von der Forst (Münster) malte die Szenen außen auf den Altarflügeln. Am Gründonnerstag des Jahres 1891 fand die erste Zelebration statt.
Die Liturgiereform des 2. Vatikanischen Konzils, die 1963 in Kraft trat, erforderte unter anderem einen tischartigen Volksaltar nahe der Gemeinde, an dem der Priester, zu den Gläubigen gewendet, die Eucharistie feiern kann. Der Horstmarer Zelebrationsaltar wurde vom Architekten Herbert Brößkamp (Münster) entworfen, wobei Teile des Unterbaus des neugotischen Hochaltares verwandt wurden. So wurde in die Vorderseite des Altars das 1890/91 von August Schmiemann gestaltete Relief „Abrahams Opfer“ unter neugotischen Bögen mit Blattendigungen eingepasst. Das rückseitige Relief befasst sich mit der „Mannalese“.

## Orgel

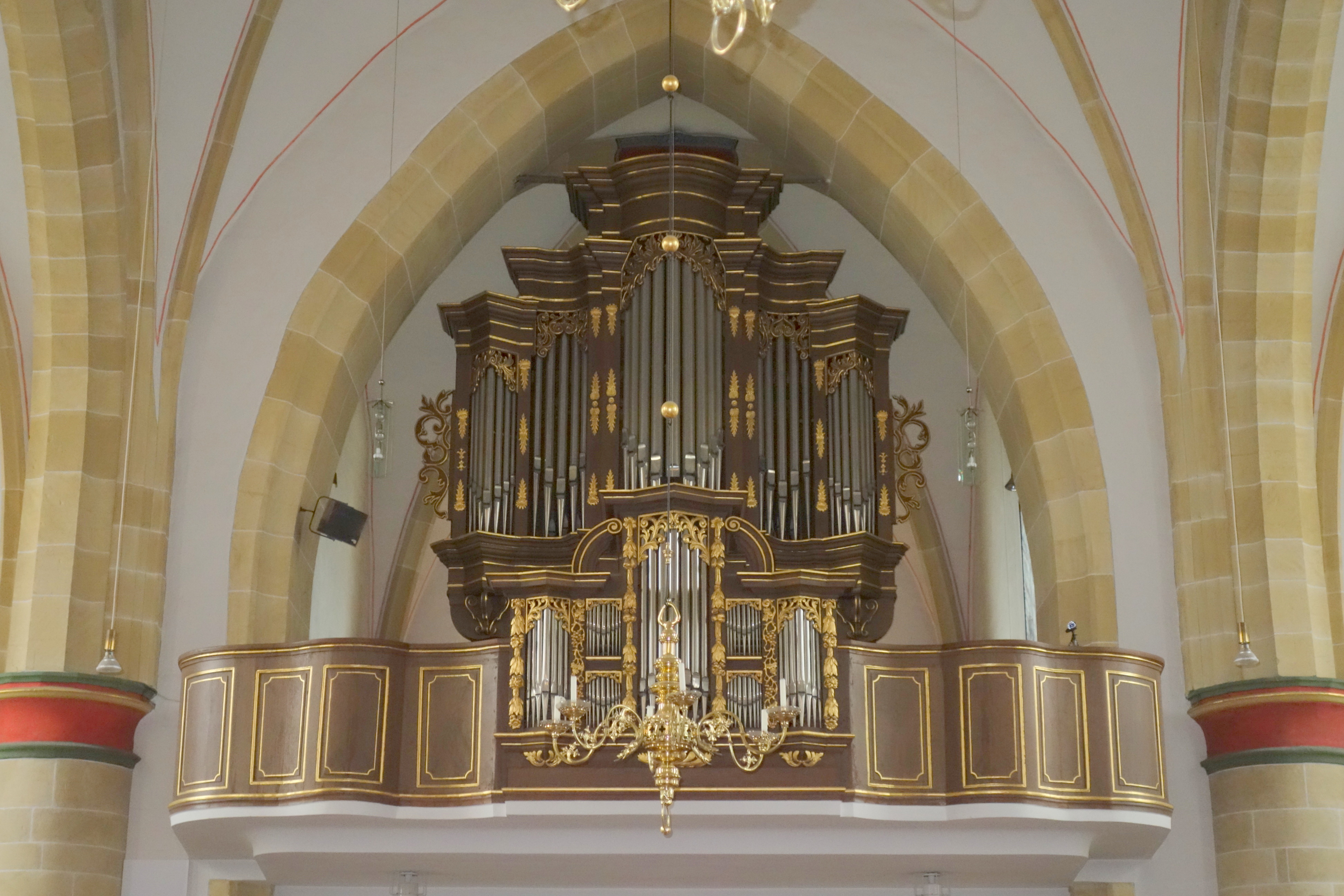
Seifert-Orgel von 1964 hinter historischem Prospekt von 1763

Bereits 1571 besaß Horstmar eine Orgel. 1763 wurde dann auf einer neu errichteten Orgelbühne ein neues Instrument eingebaut, dessen Gehäuse sich bis heute erhalten hat. Nach einer Modernisierung im Jahre 1912 wurde die Orgel 1963/1964 von dem Orgelbauer Romanus Seifert erneut umgestaltet und um ein Rückpositiv erweitert. Insgesamt umfasste das Schleifladen-Instrument nun 27 Register auf zwei Manualen und Pedal. 2006 erfuhr die Orgel eine erneute Erweiterung, die ebenfalls von der Firma Seifert vorgenommen wurde. Das neu eingebaute Schwellwerk umfasst 9 Register, sodass nun also 36 Register auf drei Manualen zur Verfügung stehen. Die Spieltrakturen sind mechanisch, die Registertrakturen sind elektrisch. Die digitale Setzeranlage stellt 1024 Speicherplätze zur Verfügung.
| I Rückpositiv C– |                 |       |
| 1.               | Holzgedackt     | 8′    |
| 2.               | Prinzipal       | 4′    |
| 3.               | Spitzflöte      | 4′    |
| 4.               | Schweizerpfeife | 2′    |
| 5.               | Quintflöte      | 1 ⁄3′ |
| 6.               | Scharff 5fach   | 1′    |
| 7.               | Dulcian         | 16′   |
| 8.               | Schalmey        | 8′    |
|                  | Tremulant       |       |

| II Hauptwerk C– |              |        |
| 9.              | Quintade     | 16′    |
| 10.             | Prinzipal    | 8′     |
| 11.             | Gemshorn     | 8′     |
| 12.             | Oktave       | 4′     |
| 13.             | Gedacktflöte | 4′     |
| 14.             | Quinte       | 2 ⁄3′  |
| 15.             | Oktave       | 2′     |
| 16.             | Waldflöte    | 2′     |
| 17.             | Terz         | 1 3⁄5′ |
| 18.             | Mixtur IV–VI | 1 ⁄3′  |
| 19.             | Trompete     | 8′     |

| III Schwellwerk C– |                     |       |
| 20.                | Bourdon douce       | 8′    |
| 21.                | Gambe               | 8′    |
| 22.                | Vox coelestis ab c' | 8′    |
| 23.                | Prinzipal           | 4′    |
| 24.                | Flûte traversière   | 4′    |
| 25.                | Carillon III        | 2 ⁄3′ |
| 26.                | Octavin             | 2′    |
| 27.                | Trompette harm.     | 8′    |
| 28.                | Hautbois            | 8′    |
|                    | Tremulant           |       |

| Pedal C– |           |       |
| 29.      | Subbass   | 16′   |
| 30.      | Oktavbass | 8′    |
| 31.      | Gedackt   | 8′    |
| 32.      | Oktave    | 4′    |
| 33.      | Nachthorn | 2′    |
| 34.      | Mixtur V  | 2 ⁄3′ |
| 35.      | Posaune   | 16′   |
| 36.      | Trompete  | 4′    |

- Koppeln: I/II, III/I, III/II, III/III Super, III/III Sub, I/P, II/P, III/P

Da bis 2015 der Kirchenmusiker auch gleichzeitig Küster war, wird die Glocke, die zur Wandlung erklingt, auch heute noch vom Spieltisch aus mit dem „Registerzug“ Campana bedient.